# Kržeti
Kržeti so najvišje ležeče naselje z gručastim jedrom na območju Gore v Občini Sodražica. Ležijo na zakraseli planoti pod nizkima vzpetinama Golim hribom in Kaminami. K naselju sodita še zaselek Sevec severno pod jedrom vasi in samotna hiša v Vagovki. Naselbina spada pod krajevno skupnost Gora.
- Vagovka - Kržeti 1
- Petrinci, v ozadju Kržeti